# Вілла

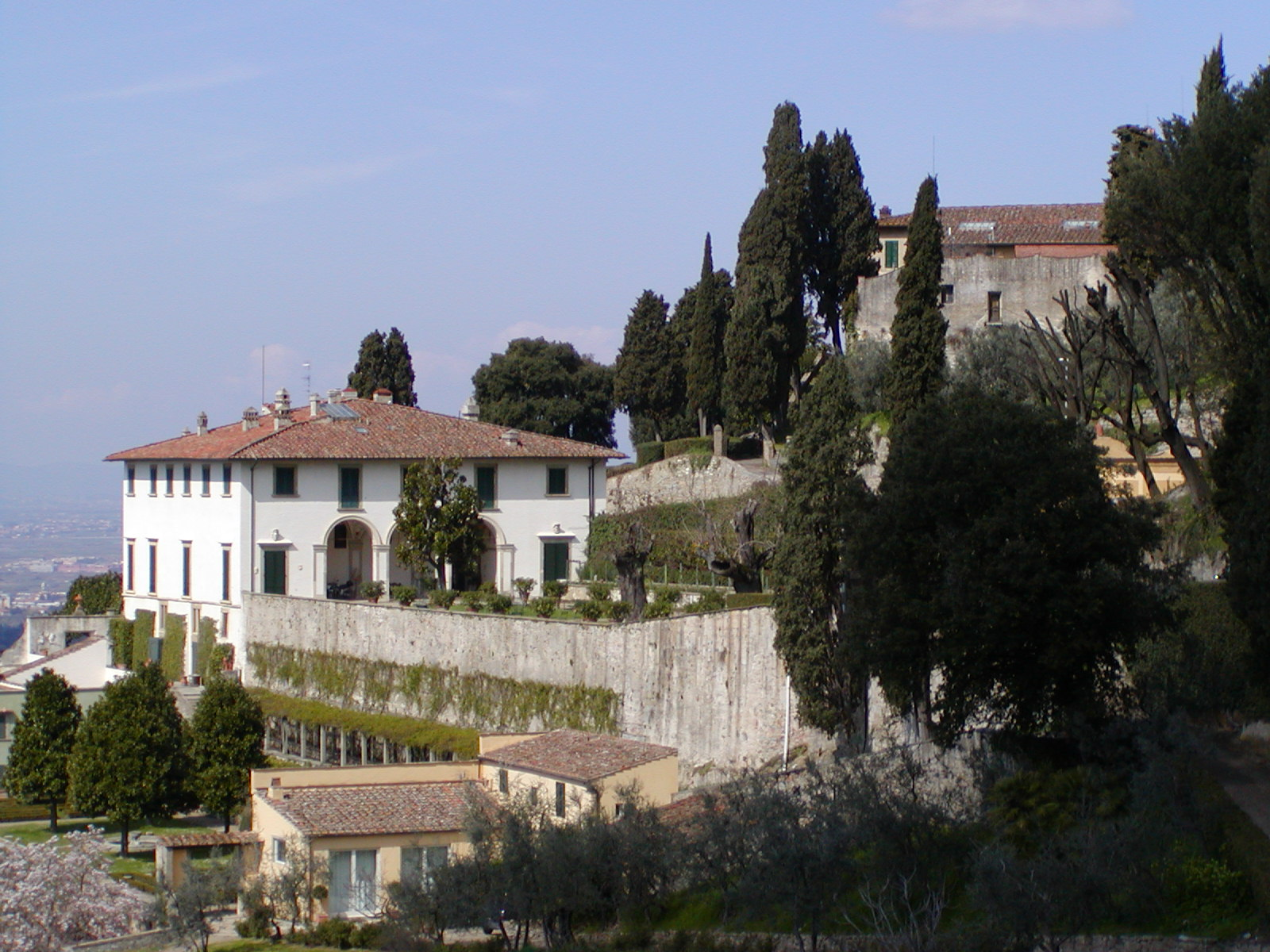
Вілла Медичі у Ф'єзоле.

Ві́лла (лат. villa — «заміський або сільський будинок») — розкішний заміський будинок (або група будівель і споруд, що включають житлові споруди та малі архітектурні форми) з елементами середземноморського стилю і прилегла земельна ділянка з благоустроєм і озелененням. Більшість сучасних вілл — це одно або двоповерхові будівлі (рідко триповерхові, причому три та більше поверхові вілли як правило зводяться на ділянках зі значним схи́лом). Для прикраси вілли зазвичай використовують ротонди, колони і фрески з мармуру. Будують вілли, як правило, на околицях міст, на березі теплого моря, великого озера або річки.